# Психическая цензура
Психическая цензура (нем. Psychische zensur) — в теории психоанализа сила, отделяющая сознательное от бессознательного.

## Роль в толковании сновидений
В работе автора теории психоанализа Зигмунда Фрейда «Толкование сновидений» 1899 года цензура определяется как сила, маскирующая мысли во сне, делая их приемлемыми для наблюдающего сон. В своих лекциях военного времени он сравнивал её действие с работой цензора в современных газетах, где пропуски указывали на непосредственную работу цензора, но где намёки, окольные пути и другие смягчающие приёмы также указывали на попытки обойти цензуру мыслей заранее. Далее он охарактеризовал мотивирующую силу, которую назвал «наблюдающим за собой агентом, эго-цензором, совестью; именно он осуществляет цензуру сновидений ночью, из-за чего происходят подавления недопустимых желаний».
Другим инструментом, используемым цензурой сновидений, была регрессия к архаичным символическим формам выражения, незнакомым сознательному разуму. Однако если все эти меры цензуры не срабатывали, результатом могли стать кошмары и бессонница.
Также Фрейдом было обнаружил, что при формировании невротических симптомов под влиянием цензуры происходят те же процессы маскировки и умолчания, что и в сновидениях. В конечном итоге он отвёл роль цензора психическому агенту, которого он назвал суперэго (Супер-Я).

## Критика
Сартр задавался вопросом, как могла бы работать цензура, если бы она уже не знала о содержании бессознательного, и считал, что описанные Фрейдом явления можно лучше понять с точки зрения экзистенциалистской неискренности (англ. Bad faith (existentialism)).